# Villa Rica (Georgia)
Villa Rica è una città degli Stati Uniti d'America, situata nello Stato della Georgia, divisa tra la contea di Carroll e la contea di Douglas.